# Just Bing (präst)
Just Bing, född 1718, död den 25 februari 1765, var en dansk präst, bror till Jens Vilhelm Bing, brorson till Jens Bing.
Bing blev student 1737 och hade under sin vistelse i Köpenhamn stort stöd av sin rike farbror, dr. med. Jens Bing. Efter att han hade tagit attestats 1740 och ett par år varit alumn på Borchs Kollegium, gjorde farbrodern det också möjligt för honom att uppehålla sig längre tid i utlandet. Han studerade i Helmstedt, där han skall ha haft anställning som extra ordinarie professor, och i Leiden, där han var 1746. 
Hemkommen från utlandet blev han 1748 kallad till sognepræst i Bessers och Onsbjergs församlingar på Samsø; från 1750 var han tillika prost. Trots att han var känd för sin lärdom, har man av hans hand dock endast några obetydliga disputationer från tiden före hans utlandsresa. Han var gift med Abigael Marie Brandt, vars far var ränteskrivare. Hon överlevde mannen i 30 år.